# Атяшево (Федоровський район)
Атя́шево (рос. Атяшево, башк. Әтәс) — село у складі Федоровського району Башкортостану, Росія. Входить до складу Баликлинської сільської ради.
Населення — 290 осіб (2010; 317 в 2002).
Національний склад:
- татари — 92%